# Горне Равне
Горне Равне (на словенски: Gornje Ravne) е село в Словения, регион Средна Словения, община Лития. Според Националната статистическа служба на Република Словения през 2015 г. селото има 17 жители.